# NGC 1179
NGC 1179 (również PGC 11480 lub UGCA 48) – galaktyka spiralna z poprzeczką (SBc), znajdująca się w gwiazdozbiorze Erydanu. Odkrył ją w 1886 roku Ormond Stone.